# Elaphidion bahamicae
Elaphidion bahamicae es una especie de escarabajo longicornio del género Elaphidion, categorizada en la tribu Elaphidiini, de la subfamilia Cerambycinae. Fue descrita por Cazier & Lacey en 1952.

## Descripción
Mide 18 mm de longitud.

## Distribución
Se distribuye por Bahamas.